# Pomerecz (przystanek kolejowy)
Pomerecz (lit. Pamerkiai, ros. Памяркяй) – przystanek kolejowy w miejscowości Pomerecz, w rejonie orańskim, w okręgu olickim, na Litwie. Leży na linii dawnej Kolei Warszawsko-Petersburskiej.